# Gerhard von Rad
Gerhard von Rad (Núremberg, 21 de octubre de 1901-Heidelberg, 31 de octubre de 1971) fue un teólogo alemán que desarrolló la «historia de la tradición» enfoque al Antiguo Testamento que ha dominado el estudio de la Biblia por casi 40 años.

## Biografía
Gerhard von Rad nació en una familia de patricios médicos en Núremberg el 21 de octubre de 1901. Después de estudiar teología en Erlangen y Tübingen, se desempeñó brevemente como pastor de una iglesia de Baviera antes de prepararse para enseñar el Antiguo Testamento.
Tras concluir una disertación sobre 'Das Gottesvolk im Deuteronomium' (El Pueblo de Dios en el Deuteronomio), tomó un puesto de profesor en Erlangen. Allí escribió 'Das Geschichtsbild des Chronistischen Werkes' (El Concepto de la Historia en la labor de la cronista) y estudió semíticos con Albrecht Alt en Leipzig. En 1930 von Rad se trasladó a Leipzig, donde enseñó hasta 1934. Durante estos años se ganó la competencia en la arqueología y escribió varios ensayos importantes, la principal de ellas dedicada a la función sacerdotal de escritura en el Hexateuco, los seis primeros libros de la Biblia. En 1934, von Rad se trasladó a Jena, donde había pocos estudiantes, pero un tiempo considerable para la investigación. Allí escribió su época de toma de estudio de la forma de problemas críticos del Hexateuco y un estudio literario exquisito de los inicios de la historiografía en el antiguo Israel, así como libros populares tales como Moisés y el Antiguo Testamento - la Palabra de Dios para los alemanes! En Jena von Rad comenzó su comentario sobre el Génesis, pero la Segunda Guerra Mundial retrasó su aparición.
En el verano de 1944 fue admitido en el servicio militar, asumiendo una cierta responsabilidad de los soldados en los cuarteles de la vivienda hasta convertirse en un prisionero de guerra a mediados de marzo de 1945. Desde entonces y hasta finales de junio se mantuvo en el campo de Bad Kreusnach, donde tuvo que soportar muchas penalidades. Después de su liberación, enseñó brevemente en Bethel, Bonn, Erlangen, y Gotinga antes de trasladarse a Heidelberg en 1949. Desde entonces hasta su jubilación en 1967, permaneció en Heidelberg, salvo para estancias temporales en el extranjero. Durante estos años publicó su influyente de la teología del Antiguo Testamento en dos volúmenes y su análisis de la sabiduría israelita (Weisheit en Israel), así como dos breves monografías de gran valor: 'Der Heilige Krieg im Alten Israel' (la Guerra Santa en el antiguo Israel) y 'Das Opfer des Abraham' (El sacrificio de Abraham).
Von Rad falleció el 31 de octubre de 1971. Ha recibido títulos honoríficos de las Universidades de Leipzig, Glasgow, Lund, País de Gales, y de Utrecht. Por otra parte, había sido elegido miembro de la Academia de Ciencias de Heidelberg y fue el primer protestante Adolf von Harnack después de ser nombrado a la Orden Pour le Mérite de la ciencia y el arte. Colegas Von Rad lo tenía en tal estima que contribuyeron a dos ensayos Festschriften (una colección de tributos por sus colegas) y un volumen conmemorativo, Gerhard von Rad: Seine Bedeutung für Die Theologie (Gerhard von Rad: su significado para la teología).
Reflexionando sobre su carrera como intérprete de la Escritura, von Rad se describió como un monoman histórica "y subrayó su deseo de superar el atomismo de la investigación que fue dominante cuando entró en la disciplina. Estas dos ideas implica que trató de aplicar la categoría de Heilsgeschichte (historia de la salvación) a la Biblia hebrea y que trató de vincular las distintas tradiciones bíblicas de una manera coherente. El libro de Deuteronomio previstas en la norma para casi todas las discusiones; von Rad realmente publicado tres libros sobre este texto central, que a su juicio representan las antiguas tradiciones del norte que surjan entre los sacerdotes levitas, las tradiciones que más tarde se presenta en forma de un sermón introducidos en la boca de Moisés y utilizado en relación con la reforma del rey Josías en el 621 a. C.
Según von Rad, el Hexateuco surgió de la recitación litúrgica (credos poco) que la gente habla en relación con la fiesta de las Semanas en Gilgal. Los credos original constaba de Josué 24:2-13 y Deuteronomio 6:20-24 y 26:5-9. Estas confesiones de fe alusión a las tradiciones esenciales que comprende el Génesis a través de Josué (patriarcas, éxodo, desierto, errante, la conquista), con dos flagrantes omisiones (Sinaí y la historia primitiva, Génesis 1-12). Von Rad argumentó que el relato del Sinaí de la recepción de Moisés de la ley era una tradición independiente de los cuatro complejos en el Hexateuch y que el autor conocido por los especialistas como el yahvista escribió la historia primitiva de prólogo a la historia de la promesa divina y su el cumplimiento, el establecimiento en Canaán por el pueblo de Dios.
La tesis de Von Rad dependía de la comprensión de la vida israelita antigua antes de una salomónica "iluminación" como todo sacra. Por otra parte, el origen de la propuesta de Hexateuch supone que la Biblia surgió de la práctica de la adoración. Generación tras generación, las tradiciones litúrgicas anteriores adaptado a las nuevas circunstancias históricas, la eliminación de algunas énfasis y la introducción de otras nuevas. Von Rad dedicado sus esfuerzos para trazar el rumbo de tradiciones vivas. En su opinión, Antiguo Testamento, la teología de sus categorías derivadas de los antiguos israelitas declaraciones confesionales y no de un pensamiento sistemático moderno. Por lo tanto, describió varias teologías, las de las principales fuentes del Hexateuco (la yahvista, elohísta, deuteronomista, sacerdotal y escritor), así como las representadas por las tradiciones proféticas y literatura de la sabiduría (Proverbios, Job, Eclesiastés, Eclesiástico, y La sabiduría de Salomón).
Naturalmente, este modo de presentar una teología del Antiguo Testamento, planteó la cuestión de la unidad, la diversidad en el punto de vista entró en centrarse en cada punto. Von Rad creía en la unidad de la Biblia, que se describe en las categorías de promesa y cumplimiento. En su opinión, el Dios de Israel la tierra prometida, la progenie, y la bendición - promesas que constantemente se cumplen. El resultado fue la escatología, un mirar hacia el futuro para la plena medida de la promesa divina. Este enfoque se relaciona con la tipología de los Padres de la Iglesia, pero von Rad insistió en que el Antiguo Testamento contiene tanto la promesa y cumplimiento.
Cuando se volvió a la literatura de sabiduría, von Rad descubrió que la historia de la tradición no era tan útil como un dispositivo de interpretación. Este nuevo interés lo llevó a reconocer que mucho énfasis se ha puesto en la historia, en la literatura sapiencial de acción de la deidad fue identificada con la creación y los seres humanos fue en la iniciativa en contra de Dios en obras como Job y el Eclesiastés. Sus tres últimas obras publicadas se concentró en el silencio de Dios (la doxología de la sentencia, la sabiduría israelita, el sacrificio de Abraham en Génesis 22). Una dimensión de su obra, la exposición de la Biblia en los sermones, resultó que el estudio más exhaustivo de las Escrituras no tiene por qué disminuir el compromiso religioso con el poder de la palabra.